# Asedio de Ostia
El asedio de Ostia tuvo lugar durante los meses de febrero y marzo del año 1497. En él se enfrentaron las tropas españolas, al mando de Gonzalo Fernández de Córdoba y las tropas francesas, dirigidas por el vizcaíno Menaldo Guerri, que estaba al servicio del rey de Francia Carlos VIII.

## Antecedentes
Después de la importantísima victoria de la Liga de Venecia en Atella, casi todas las ciudades tomadas por los franceses habían sido devueltas a Fernando II, pero el puerto de Ostia, que se encontraba en la desembocadura del Tíber y que formaba parte de Roma, había sido tomado por los franceses al principio de la guerra, y el rey Carlos VIII le había prometido al papa que cuando terminase la guerra le sería devuelto. Pero el rey de Francia no llegó a cumplir su promesa, por lo que el papa Alejandro VI, que era español, pidió a su compatriota, el Gran Capitán, que fuese a Ostia y que le pidiera a los franceses la devolución del puerto al papa.
Así lo hizo y se presentó en las murallas de la ciudad portuaria el 20 de febrero de 1497. Reclamó la ciudad a su gobernador, diciéndole que cumpliese la promesa francesa por orden de Alejandro VI. Pero todo esto fue inútil; los franceses no parecían dispuestos a entregar la ciudad.
Viendo esta situación Don Gonzalo puso la ciudad en sitio.

## El asedio
La ciudad estaba defendida por tropas sin escrúpulos y forajidos, pero todos ellos de gran coraje, además de que la plaza era muy fuerte. Después de ver con detalle las murallas de la plaza, el Gran Capitán dispuso el sitio, con mil soldados de infantería, 300 jinetes y con varias piezas de artillería. Los cañones los puso en una elevación al sur de la plaza. Empezaron a abrir fuego sobre la muralla, hasta que después de cinco días se abrió una brecha, por la cual los 1.300 hombres se lanzaron al ataque sobre las tropas francesas.
Los franceses combatían con valor y tesón, pero en ese momento Garcilaso de la Vega (padre), el embajador de Castilla en el papado, lanzó su ataque por el lado contrario. Después de este segundo ataque, el vizcaíno y sus tropas francesas hincaron la rodilla y se rindieron, con la condición y promesa de que les respetasen la vida.

## Entrada en Roma y visita con el papa
Después de esta victoria, Gonzalo Fernández de Córdoba entró victorioso en Roma y la multitud le aclamo como "libertador", detrás de él venía encadenado Guerri; escena que se parecía mucho a la que sufrió Vercingétorix al entrar encadenado por Cesar también en Roma. Ya en la Basílica de San Pedro Don Gonzalo le presentó al papa el prisionero de guerra, Alejandro VI se acercó y le dio un beso en la frente por sus servicios al papado. Acto seguido le premió sus servicios con la rosa de oro, que era la máxima distinción que entregaba el papado, normalmente el papa, cada año a su mejor servidor.
Al marcharse hubo una escena violenta. Alejandro VI estaba dolido con los Reyes Católicos. Don Gonzalo le dijo que no se olvidase los servicios prestados, y que todavía tenía en mente las palabras que el sumo pontífice le había dicho no hacía mucho tiempo:

Si las armas españolas me recobraban Ostia en dos meses, debería de nuevo al Rey de España el Pontificado.

Don Gonzalo siguió diciéndole:

Más le valiera no poner a la Iglesia en peligro con sus escándalos, profanando las cosas sagradas, teniendo con tanta publicidad, cerca de sí y con tanto favor a sus hijos, y que le requería que reformase su persona, su casa y su corte, para bien de la cristiandad

.
Después de esto el Gran Capitán se retiró y partió hacia Sicilia, como virrey que era.
El padre jesuita Abarca escribió:

El papa quedó turbado del esplendor vivo de la verdad, enmudeció del todo, asombrado de que supiese apretar tanto con las palabras un soldado, y de que a un Pontífice, tan militar y resuelto, hablase en Roma en su palacio y rodeado de armas y parientes, un hombre no aparecido del cielo, en puntos de reforma y con tanta reprehensión.